# Agustín López Macías
Agustín López Macías (Sanlúcar de Barrameda, 1881-Sevilla, 1944), conocido por el seudónimo de Galerín, fue un escritor y periodista español.

## Biografía
Nació en 1881. Natural de la localidad gaditana de Sanlúcar de Barrameda, fue literato y periodista satírico. Trabajó como redactor de El Liberal de Sevilla, ciudad en la que residió durante años. Conocido por el seudónimo de «Galerín», publicó obras como Sevilla en broma y De mi cartera. Para el teatro escribió los sainetes Los caseros y Serva la Bari y el entremés Los mositos de la esquina. Durante la Segunda República fue concejal del Ayuntamiento de Sevilla, con el Partido Republicano Radical. Falleció hacia finales de febrero de 1944 en Sevilla.